# Matney Peak
Der Matney Peak ist ein 1810 m hoher und größtenteils eisfreier Berg im westantarktischen Ellsworthland. In der Heritage Range des Ellsworthgebirges ragt er in den Founders Peaks an der Ostflanke des Webster-Gletschers auf. 
Der United States Geological Survey kartierte ihn anhand eigener Vermessungen und Luftaufnahmen der United States Navy aus den Jahren von 1961 bis 1966. Das Advisory Committee on Antarctic Names benannte ihn 1966 nach William R. Matney, der bei der Operation Deep Freeze des Jahres 1966 für die Kraftstoffversorgung verantwortlich war.